# AMC (Ásia)
O AMC foi um canal de televisão por assinatura asiático pertencido pelo AMC Networks International. O AMC substituiu o antigo MGM Channel em 1 de janeiro de 2015. O AMC produziu dramas como Halt & Catch Fire, The Divide, Fear the Walking Dead, Into the Badlands e The Night Manager estão entre a primeira séries originais que estreou no canal. O canal também exibiu os filmes da MGM, Paramount Pictures e Sony Pictures Entertainment.

## Programas
- 4th and Loud
- Babylon
- Fear the Walking Dead
- Game of Arms
- Halt and Catch Fire
- Hell on Wheels
- Hollywood's Best Film Directors
- Humans
- Into the Badlands
- The Code
- The Divide
- The Night Manager